# Armentières-sur-Avre
Armentières-sur-Avre és un municipi francès situat al departament de l'Eure i a la regió de Normandia. L'any 2007 tenia 175 habitants.

## Demografia

### Població
El 2007 la població de fet d'Armentières-sur-Avre era de 175 persones. Hi havia 63 famílies, de les quals 16 eren unipersonals (12 homes vivint sols i 4 dones vivint soles), 12 parelles sense fills, 31 parelles amb fills i 4 famílies monoparentals amb fills.
La població ha evolucionat segons el següent gràfic:
Habitants censats

### Habitatges
El 2007 hi havia 94 habitatges, 65 eren l'habitatge principal de la família, 25 eren segones residències i 5 estaven desocupats. Tots els 94 habitatges eren cases. Dels 65 habitatges principals, 59 estaven ocupats pels seus propietaris, 5 estaven llogats i ocupats pels llogaters i 1 estava cedit a títol gratuït; 2 tenien dues cambres, 14 en tenien tres, 13 en tenien quatre i 36 en tenien cinc o més. 44 habitatges disposaven pel capbaix d'una plaça de pàrquing. A 27 habitatges hi havia un automòbil i a 32 n'hi havia dos o més.

### Piràmide de població
La piràmide de població per edats i sexe el 2009 era:
| Homes | Edats   | Dones |
| ----- | ------- | ----- |
| 0     | 95 o +  | 0     |
| 0     | 90 a 94 | 0     |
| 0     | 85 a 89 | 0     |
| 4     | 80 a 84 | 0     |
| 0     | 75 a 79 | 4     |
| 4     | 70 a 74 | 12    |
| 4     | 65 a 69 | 4     |
| 4     | 60 a 64 | 4     |
| 12    | 55 a 59 | 0     |
| 8     | 50 a 54 | 20    |
| 0     | 45 a 49 | 4     |
| 8     | 40 a 44 | 4     |
| 4     | 35 a 39 | 8     |
| 8     | 30 a 34 | 4     |
| 0     | 25 a 29 | 8     |
| 4     | 20 a 24 | 0     |
| 12    | 15 a 19 | 8     |
| 0     | 10 a 14 | 12    |
| 0     | 5 a 9   | 0     |
| 4     | 0 a 4   | 0     |

## Economia
El 2007 la població en edat de treballar era de 108 persones, 92 eren actives i 16 eren inactives. De les 92 persones actives 82 estaven ocupades (46 homes i 36 dones) i 10 estaven aturades (4 homes i 6 dones). De les 16 persones inactives 6 estaven jubilades, 6 estaven estudiant i 4 estaven classificades com a «altres inactius».

### Ingressos
El 2009 a Armentières-sur-Avre hi havia 65 unitats fiscals que integraven 173 persones, la mediana anual d'ingressos fiscals per persona era de 17.494 €.

### Activitats econòmiques
Dels 9 establiments que hi havia el 2007, 2 eren d'empreses de construcció, 2 d'empreses de comerç i reparació d'automòbils, 1 d'una empresa de transport, 2 d'empreses d'hostatgeria i restauració i 2 d'empreses de serveis.
Dels 5 establiments de servei als particulars que hi havia el 2009, 1 era un taller de reparació d'automòbils i de material agrícola, 1 fusteria, 1 electricista i 2 restaurants.
L'any 2000 a Armentières-sur-Avre hi havia 8 explotacions agrícoles que ocupaven un total de 460 hectàrees.

## Poblacions més properes
El següent diagrama mostra les poblacions més properes.